# Ронель
Роне́ль (фр. Ronel, окс. Ronèl) — коммуна во Франции, находится в регионе Юг — Пиренеи. Департамент — Тарн. Входит в состав кантона От-Даду. Округ коммуны — Альби.
Код INSEE коммуны — 81226.

## География

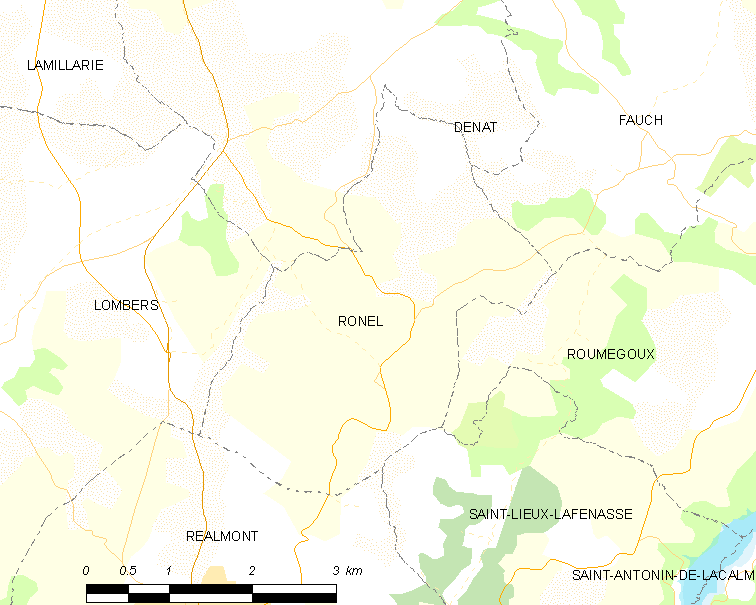
Карта коммуны

Коммуна расположена приблизительно в 560 км к югу от Парижа, в 70 км восточнее Тулузы, в 15 км к юго-востоку от Альби.

## Климат
Климат умеренно-океанический. Зима мягкая и дождливая, лето жаркое с частыми грозами. Ветры довольно редки.

## Население
Население коммуны на 2010 год составляло 278 человек.
| 1962 | 1968 | 1975 | 1982 | 1990 | 1999 | 2010 |
| ---- | ---- | ---- | ---- | ---- | ---- | ---- |
| 202  | 200  | 178  | 205  | 195  | 199  | 278  |

## Администрация
| Период | Период | Фамилия      | Партия | Примечания |
| ------ | ------ | ------------ | ------ | ---------- |
| 2001   | 2014   | Мишель Дюран |        |            |
| 2014   | 2020   | Кристиан Кро |        |            |

## Экономика
В 2007 году среди 137 человек в трудоспособном возрасте (15—64 лет) 116 были экономически активными, 21 — неактивными (показатель активности — 84,7 %, в 1999 году было 71,0 %). Из 116 активных работали 108 человек (55 мужчин и 53 женщины), безработных было 8 (6 мужчин и 2 женщины). Среди 21 неактивных 6 человек были учениками или студентами, 10 — пенсионерами, 5 были неактивными по другим причинам.